# Данн, Робин
Робин Данн (род. 19 ноября 1976 года, Торонто, канадская провинция Онтарио) — канадский актёр.

## Биография
Актёрское образование Робин Данн получил школе искусств, находящейся в Этобикоке. Сниматься в кино он начал с восемнадцати лет, первый фильм с его участием — «Совращённая в клетке» (англ. Against Their Will: Women in Prison, 1994 год). В конце 1990-х годов Данн исполнял небольшие роли в таких сериалах, как «Маленькие мужчины» и «Лето наших надежд». После того, как в 2000 году Робин Данн исполнил главную роль в американском фильме «Жестокие игры 2» к нему пришла широкая известность. Из последующих лент, в которых он играл значительные роли следует отметить фильмы «Идущий по снегу», «Особь 3», а также научно-фантастический сериал «Убежище».
Робин Данн был несколько лет женат на актрисе Хайди Ленхарт, но их брак закончился разводом.

## Избранная фильмография
| Год         | Название на русском                        | Название на языке оригинала              | Роль                      | Примечание                                                                                    |
| ----------- | ------------------------------------------ | ---------------------------------------- | ------------------------- | --------------------------------------------------------------------------------------------- |
| 1994        | Совращённая в клетке                       | Against Their Will: Women in Prison      | Скотт                     |                                                                                               |
| 1996        | Готовы или нет                             | Ready or Not                             | Грегори                   | сериал; сыграл в эпизоде What’s Yours Is Mine                                                 |
| 1996        | Приключения Синдбада (сериал)              | The Adventures of Sinbad                 | принц Касиб               | сыграл в двух эпизодах                                                                        |
| 1997        | Пси Фактор: Хроники паранормальных явлений | Psi Factor: Chronicles of the Paranormal | Даррен                    | сыграл в эпизоде The Undead                                                                   |
| 1998        | Большое дело                               | The Big Hit                              | Гамп                      |                                                                                               |
| 1998        | Маленькие мужчины                          | Little Men                               | Франц Баер                | сыграл в шести эпизодах                                                                       |
| 2000        | Лето наших надежд                          | Dawson’s Creek                           | A.J. Moller               | сыграл в четырёх эпизодах                                                                     |
| 2000        | В ловушке фиолетового тумана               | Trapped in a Purple Haze                 | Брайан Хансон             |                                                                                               |
| 2000        | Жестокие игры 2                            | Cruel Intentions 2                       | Себастиан Вальмонт        |                                                                                               |
| 2001        | Джуэл (фильм)                              | Jewel                                    | Уилман Хилберн            |                                                                                               |
| 2001        | Няня 2                                     | Au Pair II                               | Майкл Хэусен              |                                                                                               |
| 2002        | Американский психопат 2                    | American Psycho II: All American Girl    | Брайан Лидс               |                                                                                               |
| 2002        | Черепа 2                                   | The Skulls 2                             | Райан Соммерс             |                                                                                               |
| 2003        | Идущий по снегу                            | The Snow Walker                          | Карл                      |                                                                                               |
| 2004        | Мёртвые, как я                             | Dead Like Me                             | Thomas «Trip» Hesberg III | сыграл в двух эпизодах                                                                        |
| 2004        | Особь 3                                    | Species III                              | Дин, ученик Аббота        |                                                                                               |
| 2005        | Просто друзья                              | Just Friends                             | Рэй                       |                                                                                               |
| 2005        | Нарушители кодекса                         | Code Breakers                            | Трагер                    |                                                                                               |
| 2006        | C.S.I.: Место преступления Майами          | CSI: Miami                               | Хайден Крайс              | сыграл в эпизоде «Угон» (см. Список эпизодов телесериала «C.S.I.: Место преступления Майами») |
| с 2007 2011 | Убежище                                    | Sanctuary                                | Доктор Уилл Циммерман     |                                                                                               |
| 2009        | Принц воров                                | Beyond Sherwood Forest                   | Робин Гуд                 | [ 6 ] [ 7 ]                                                                                   |
| 2013        | Пугало                                     | Scarecrow                                | Аарон Харрис              |                                                                                               |